# Wrath of the Triple Goddess
Wrath of the Triple Goddess (traduzido no Brasil como A Fúria da Deusa Tríplice e em Porgual como Percy Jackson e a Ira da Deusa Tríplice) é o sétimo livro da série Percy Jackson e os Olimpianos, que sucede O Cálice dos Deuses e antecede o próximo livro da saga, que ainda está para lançar.    
O livro foi lançado no dia 24 de setembro de 2024 e escrito por Rick Riordan